# Visker
Visker (engl. whisker) je opći naziv za vlakno građeno od jednoga kristala izdužena oblika (monokristalno vlakno). Takva, ponajprije umjetna vlakna, razvijena su kako bi se postigle iznimno velike čvrstoće (5 do 10 puta više od čvrstoće čeličnih niti), a viskeri se odlikuju i velikom termootpornošću (talište u području od 2 040 do 4 000 ℃). Ta su vrlo fina vlakna, promjera od 0,5 do 30 μm, a duljine od nekoliko do 20 mm; premda su pojedinačno dobiveni i viskeri duljine 2 metra, upravo je postizanje veće duljine vlakna glavni tehnološki problem. Na tržištu su najvažniji korundni, kremeni i grafitni viskeri, te viskeri od silicijeva karbida, ali su to općenito još uvijek skupa i ekskluzivna vlakna za posebne namjene, koja se proizvode u razmjerno malim količinama. Upotrebljavaju se kao ojačanje u kompozitnim materijalima, pri čem se nerijetko javlja problem razmjerno slabe kompatibilnosti s polimernom matricom.

## Kompozitni materijali ili kompoziti
Kompozitni materijali ili kompoziti građeni su od međusobno čvrsto spojenih različitih materijala radi dobivanja novoga, drugačijega materijala, s fizikalnim ili kemijskim svojstvima koja nadmašuju svojstva pojedinačnih komponenata ili sa svojstvima koja te komponente same nemaju. Pritom se ne radi samo o poboljšanju preradbenih, doradnih i uporabnih svojstava (na primjer povećanje specifične čvrstoće i specifičnoga modula elastičnosti, lomne žilavosti, toplinske postojanosti, otpornosti prema abraziji i puzanju), nego i prijevoznih, skladišnih, otpadnih, uključujući konačno i cijenu. Većina kompozita sadrži jedan materijal kao neprelinutu (kontinuiranu) fazu (matricu), a u nju su uklopljeni odvojeni dijelovi druge faze, koja najčešće ima funkciju ojačala. Razlikuju se kompoziti ojačani vlaknima, kompoziti ojačani česticama, strukturni kompoziti i stanična kruta tijela.

### Kompoziti ojačani vlaknima
Kompoziti ojačani vlaknima sadrže mekaniju, duktilnu matricu u koju su ugrađena čvrsta, kruta i krhka vlakna. Djelotvornost ojačanja najveća je upravo u tim kompozitima. Opterećenja se s matrice prenose na vlakna, pa su ona osnovni nosioci opterećenja. Matrica je obično polimerna, metalna ili keramička, a može biti i ugljična. Najčešća je polimerna matrica od nezasićenih poliestera i vinilnih estera, za zahtjevnije primjene i od epoksidnih smola, a ojačava se staklenim (za gradnju trupa plovila), aramidnim (zaštitni neprobojni materijali) ili ugljičnim vlaknima (sportski rekviziti); kompozit s polimernom matricom ojačan staklenim vlaknima ima u smjeru vlakana vlačnu čvrstoću približno jednaku čeliku, ali je od njega 14 puta lakši. Metalna matrica sastoji se od slitina aluminija, magnezija, titanija ili bakra ojačanih vlaknima ugljika, bora, aluminija ili silicijeva karbida; kompozit s aluminijskom matricom ojačanom ugljičnim vlaknima rabi se na primjer za izradbu dijelova motora, zrakoplova i svemirskih letjelica (raketoplan). Keramička matrica ojačava se keramičkim vlaknima od silicijeva karbida ili nitrida; kompozit se rabi za rezne alate jer je vrlo otporan prema širenju napuklina. Ugljična matrica ojačava se ugljičnim vlaknima; materijal je velike čvrstoće i na visokim temperaturama i nalazi primjenu u raketnim motorima i toplinskim turbinama. Hibridnim kompozitima nazivaju se oni kojima se jedinstvena matrica ojačava s više vrsta vlakana.